# K.L. Aastrup
Karl Laurids Aastrup, kendt som K.L. Aastrup (født 26. november 1899 i Ulfborg, død 14. maj 1980 på Roskilde Sygehus) var en jysk præst og domprovst i Odense fra 1949 samt salmedigter.
Han blev Ridder af Dannebrog 1950 og Ridder af 1. grad 1961.
Han er begravet på Husby Kirkegård.